# العلاقات الأوكرانية الجامايكية
العلاقات الأوكرانية الجامايكية هي العلاقات الثنائية التي تجمع بين أوكرانيا وجامايكا.

## مقارنة بين البلدين
هذه مقارنة عامة ومرجعية للدولتين:
| وجه المقارنة                                              | أوكرانيا                                   | جامايكا       |
| --------------------------------------------------------- | ------------------------------------------ | ------------- |
| المساحة (كم2)                                             | 603.63 ألف                                 | 10.99 ألف     |
| عدد السكان (نسمة)                                         | 45.55 مليون                                | 2.95 مليون    |
| الكثافة السكانية (ن./كم²)                                 | 75.46                                      | 268.43        |
| العاصمة                                                   | كييف                                       | كينغستون      |
| اللغة الرسمية                                             | اللغة الأوكرانية                           | لغة إنجليزية  |
| العملة                                                    | هريفنا أوكرانية، كاربوفانيتس، روبل سوفييتي | دولار جامايكي |
| الناتج المحلي الإجمالي (بليون دولار)                      | 112.15 مليار                               | 14.77 مليار   |
| الناتج المحلي الإجمالي (تعادل القوة الشرائية) بليون دولار | 352.98 مليار                               | 24.79 مليار   |
| الناتج المحلي الإجمالي الاسمي للفرد دولار أمريكي          | 2.11 ألف                                   | 5.23 ألف      |
| الناتج المحلي الإجمالي للفرد دولار أمريكي                 | 8.66 ألف                                   | 8.88 ألف      |
| مؤشر التنمية البشرية                                      | 0.747                                      | 0.719         |
| رمز المكالمات الدولي                                      | +380                                       | +1876         |
| رمز الإنترنت                                              | .ua، .укр ‏                                 | .jm           |
| المنطقة الزمنية                                           | ت ع م+02:00، ت ع م+03:00، توقيت شرق أوروبا | 00            |

## منظمات دولية مشتركة
يشترك البلدان في عضوية مجموعة من المنظمات الدولية، منها:
| علم المنظمة | اسم المنظمة                               | تاريخ انضمام أوكرانيا | تاريخ انضمام جامايكا |
| ----------- | ----------------------------------------- | --------------------- | -------------------- |
|             | يونسكو                                    | 12 مايو 1954          | 7 نوفمبر 1962        |
|             | وكالة ضمان الاستثمار متعدد الأطراف        | 19 يوليو 1994         | 12 أبريل 1988        |
|             | الأمم المتحدة                             | 24 أكتوبر 1945        | 18 سبتمبر 1962       |
|             | الاتحاد البريدي العالمي                   | ?                     | ?                    |
|             | البنك الدولي للإنشاء والتعمير             | 3 سبتمبر 1992         | 21 فبراير 1963       |
|             | المنظمة الهيدروغرافية الدولية             | ?                     | ?                    |
|             | الاتحاد الدولي للاتصالات                  | 7 مايو 1947           | 18 فبراير 1963       |
|             | منظمة حظر الأسلحة الكيميائية              | ?                     | ?                    |
|             | مؤسسة التمويل الدولية                     | 18 أكتوبر 1993        | 31 مارس 1964         |
|             | المركز الدولي لتسوية المنازعات الاستشارية | 7 يوليو 2000          | 14 أكتوبر 1966       |
|             | منظمة التجارة العالمية                    | 16 مايو 2008          | ?                    |
|             | منظمة الشرطة الجنائية الدولية             | ?                     | ?                    |

## وصلات خارجية
- موقع وزارة الخارجية الأوكرانية
- موقع وزارة الخارجية الجامايكية